# Alí ibn Yahya al-Armaní
Alí ibn Yahya al-Armaní (àrab: علي بن يحيى الأرمني, ʿAlī b. Yaḥyà al-Armanī) fou ostikan d'Armènia del 862 fins vers el 863 o 864. Fou nomenat pel califa al-Mustaín i va succeir Muhàmmad ibn Khàlid. Vers el 862 va conferir a Asoci I el Gran de Bagaran el títol de «príncep dels prínceps» que donava a Asoci una preeminència protocol·lària i administrativa sobre els altres prínceps armenis. El 863 el cap dels paulicians de Tefricia, Karbeas, fou derrotat i mort pels romans d'Orient després de la batalla del Lalacaont, i els romans també van lluitar contra l'ostikan. Vers el 863 o 864 Alí va morir en lluita amb els romans d'Orient prop de Mayyafariquin. Dvin, seu dels ostikans, fou ocupada per Djahap II ben Sevada, emir de Manazkert.